# Ana de Armas
Ana Celia de Armas Caso, nota semplicemente come Ana de Armas (L'Avana, 30 aprile 1988), è un'attrice e modella cubana naturalizzata spagnola.
Ha esordito nel 2006 con il film Una rosa de Francia di Manuel Aragón, mentre tra il 2007 e il 2010 ha recitato nella serie televisiva El Internado. Nel 2015 è entrata a far parte per la prima volta nel cast di una produzione hollywoodiana, Knock Knock, ricevendo in seguito consensi per i suoi ruoli nei film Blade Runner 2049 (2017), Cena con delitto - Knives Out (2020), No Time to Die (2021), Acque profonde (2022) e The Gray Man (2022).
Per Knives Out ha ricevuto la sua prima candidatura al Golden Globe. Nel 2022 ha ricevuto il plauso della critica per la sua interpretazione di Marilyn Monroe in Blonde, per il quale ha ricevuto la candidatura al Golden Globe, allo Screen Actors Guild Award, al Premio BAFTA e al Premio Oscar come miglior attrice protagonista, divenendo la prima attrice cubana a essere candidata in tale categoria.

## Biografia
È nata il 30 aprile 1988 a L'Avana ed è cresciuta a Santa Cruz del Norte, figlia di Ramón, che aveva svolto diversi impieghi tra cui direttore di banca, insegnante, preside di una scuola e vicesindaco di una città, e di Ana, lavoratrice nella sezione risorse umane del Ministero dell'Istruzione. Ha un fratello maggiore, Francisco Javier, un fotografo che risiede a New York. I suoi nonni materni erano immigrati spagnoli a Cuba, provenienti dalle città di Guardo (sulle montagne di Palencia) e Valverde de la Sierra (sulle montagne di León), entrambe molto vicine e situate nel nord-ovest della Spagna. L'attrice durante il periodo a Cuba, è cresciuta con il razionamento del cibo, carenza di carburante e blackout elettrici, ciò nonostante ha descritto la sua come un'infanzia felice.
Da adolescente, non aveva accesso a internet e aveva una conoscenza limitata della cultura popolare al di fuori di Cuba. Le era permesso guardare "20 minuti di cartoni animati il sabato e il film della domenica mattina". La sua famiglia non possedeva un lettore video o DVD e guardava i film di Hollywood nell'appartamento del suo vicino. Ha memorizzato e praticato monologhi davanti allo specchio, e ha deciso di diventare un'attrice quando aveva dodici anni.
Nel 2002, all'età di quattordici anni, ha superato un'audizione per entrare a far parte del Teatro Nacional de Cuba a L'Avana. Ogni giorno faceva l'autostop o viaggiava in autobus per frequentare il corso. Ha lasciato il corso quadriennale di recitazione alcuni mesi prima di presentare la tesi finale, poiché ai laureati cubani è vietato lasciare il paese senza aver completato tre anni di servizio obbligatorio allo Stato. All'età di diciotto anni, con la cittadinanza spagnola ottenuta attraverso i suoi nonni materni, si trasferì a Madrid, in Spagna, per intraprendere la carriera di attrice.

## Carriera

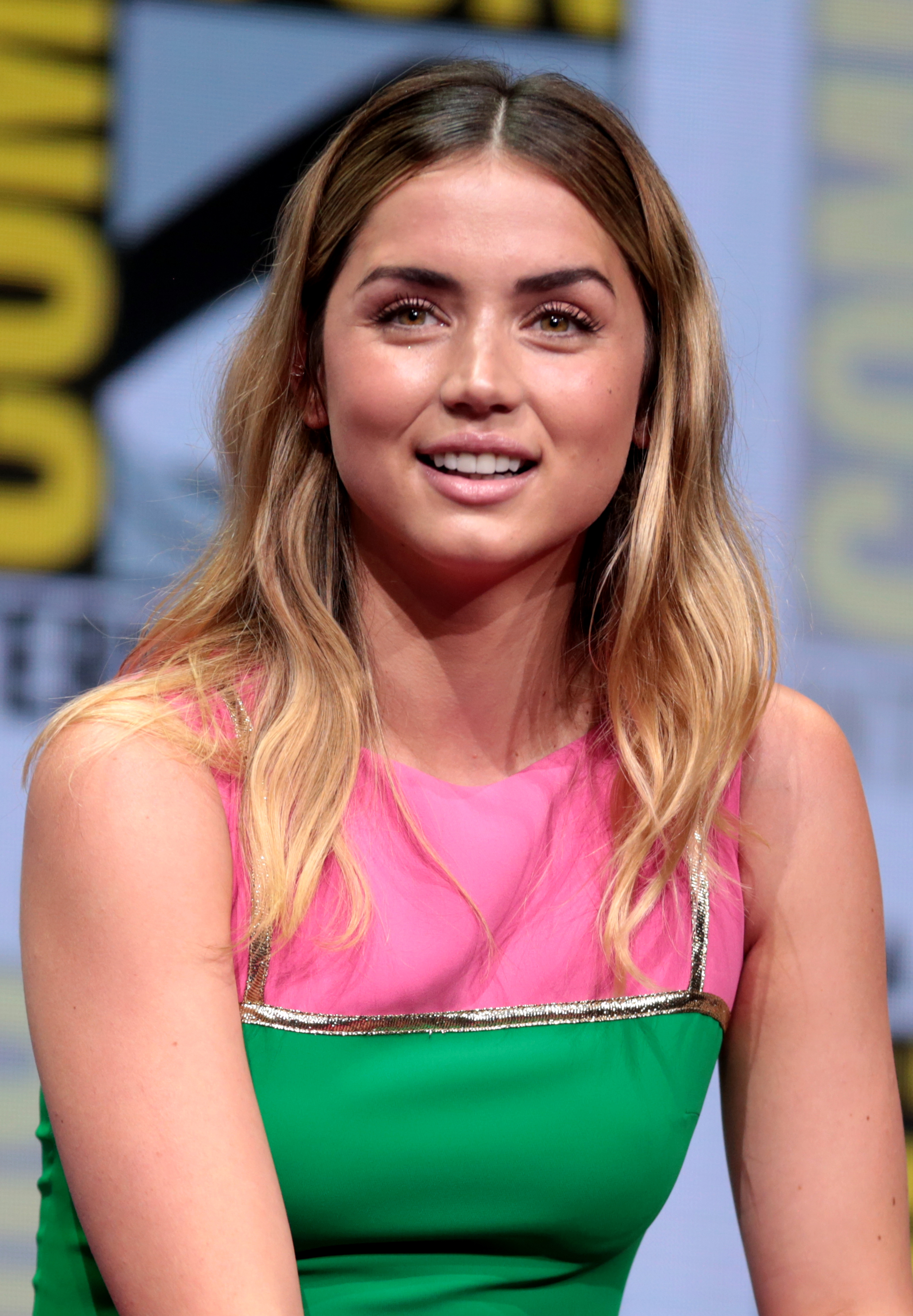
Ana de Armas al San Diego Comic-Con International 2017

Nel 2006 ha ottenuto il suo primo ruolo di rilievo a soli diciotto anni, come protagonista nel film romantico Una rosa de Francia, diretto da Manuel Gutiérrez Aragón. L'attore cubano Jorge Perugorría suggerì al regista di considerarla per il ruolo, dopo averla incontrata mentre partecipava a una festa di compleanno con le sue figlie. Il regista visitò la scuola di recitazione della de Armas e interruppe l'attrice durante l'audizione per informarla che il ruolo era suo. Ha viaggiato in Spagna come parte di un tour promozionale per il film ed è stata presentata a Juan Lanja, che in seguito sarebbe diventato il suo agente spagnolo. Ha poi preso parte al film El edén perdido (2007) e ha avuto un ruolo secondario in Madrigal (2007) di Fernando Pérez, girato di notte senza il permesso dei suoi tutor della scuola di recitazione.
Dopo essersi trasferita a Madrid, ha incontrato il direttore del casting Luis San Narciso, che l'aveva vista in Una rosa de Francia, e due mesi dopo venne scelta per il ruolo di Carolina nella serie drammatica per adolescenti El Internado, in cui ha recitato per sei stagioni dal 2007 al 2010. Lo show televisivo, ambientato in un collegio, è diventato popolare tra gli spettatori e ha reso l'attrice molto celebre in Spagna. Durante le pause delle riprese, recitava nella commedia di successo Grosse bugie (2009). Nonostante la popolarità della serie televisiva, le venivano offerti principalmente ruoli da adolescente. Ha chiesto di essere cancellata dallo show nella sua penultima stagione. Dopo aver trascorso alcuni mesi a New York per imparare l'inglese, si è convinta a tornare in Spagna per recitare in diciassette episodi della serie storica Hispania, la leyenda (2010-2011). Successivamente ha recitato nei film horror del regista Antonio Trashorras, Blind Alley (2011) e Anabel (2015) e preso parte al film drammatico Por un puñado de besos (2014). Durante un lungo periodo d'assenza alla recitazione, ha partecipato a seminari presso la compagnia teatrale di Tomaz Pandur a Madrid, cominciando a sentirsi in ansia per la mancanza di slancio nella sua carriera. Con l'incoraggiamento del suo agente di Hollywood appena assunto, decise di trasferirsi a Los Angeles.
Arrivata a Los Angeles nel 2014, dovette "ricominciare la sua carriera da zero". Parlava pochissimo l'inglese e durante le prime audizioni, spesso "non sapeva nemmeno cosa stesse dicendo". Trascorse quattro mesi a tempo pieno studiando per imparare l'inglese, non volendo limitarsi a interpretare personaggi scritti appositamente per le attrici latine. Nel 2015 ha esordito a Hollywood, al fianco di Keanu Reeves, nel film thriller Knock Knock, diretto da Eli Roth. Successivamente lo stesso Reeves ha invitato l'attrice a prendere parte al film da lui prodotto Nell'ombra di un delitto.
Nel 2016 ha avuto un ruolo secondario al fianco di Miles Teller nel film Trafficanti di Todd Phillips. David Ehrlich di Indiewire l'ha trovata "memorabile in un ruolo ingrato". Lo stesso anno ha recitato assieme a Edgar Ramirez nel film biografico Hands of Stone, nei panni della moglie del pugile panamense Roberto Durán. Christy Lemire del sito RogerEbert.com ha descritto l'attrice come "una presenza estremamente carismatica ma, a parte un paio di momenti appariscenti, ha poco da fare oltre a funzionare come la moglie rispettosa".
Nel 2017 è co-protagonista al fianco di Ryan Gosling e Harrison Ford nel film di fantascienza Blade Runner 2049, diretto da Denis Villeneuve. Mark Kermode del The Guardian ha lodato la sua performance nella pellicola, evidenziando che "porta calore tridimensionale a un personaggio che è essenzialmente una proiezione digitale". Lo stesso anno ha recitato nel film d'azione Overdrive, al fianco di Scott Eastwood. Nel 2018 ha recitato nel film drammatico Corazón, di John Hillcoat Corazón.
Nel 2019 interpreta l'infermiera immigrata Marta nel film giallo Cena con delitto - Knives Out, scritto e diretto da Rian Johnson. Il film è stato ampiamente elogiato dalla critica, rivelandosi una svolta per la sua carriera. L'attrice, inizialmente, non era entusiasta all'idea d'interpretare uno stereotipo di "custode latina", ma si è poi ricreduta notando che il suo personaggio era "molto di più". Benjamin Lee del The Guardian ha definito la sua performance "sorprendente". Con questo ruolo ottiene la sua prima candidatura al Golden Globe come miglior attrice in un film commedia o musicale, e assieme al resto del cast si è aggiudicata il premio National Board of Reviev al miglior cast. Lo stesso anno le sue scene nel film commedia Yesterday di Danny Boyle vengono eliminate dal montaggio finale della pellicola.
Nel 2020 recita nel film poliziesco The Informer - Tre secondi per sopravvivere e successivamente nel film drammatico I segreti della notte. Prende inoltre parte al film biografico Sergio, al fianco di Wagner Moura, nei panni di Carolina Larriera, una funzionaria delle Nazioni Unite e partner del diplomatico Sérgio Vieira de Mello. John DeFore di The Hollywood Reporter ha definito la sua performance "magnetica". Ha nuovamente lavorato con Moura nella pellicola Wasp Network. Glenn Kenny del The New York Times l'ha trovata "superba", mentre Jay Weissberg di Variety l'ha descritta come "una presenza gioiosa e ammaliante la cui carriera sembra destinata al grande momento".
Nel 2021 è nuovamente sul grande schermo nel film di 007, No Time to Die (diretto da Cary Fukunaga), nel ruolo di Paloma, una bellissima e temibile agente della CIA sotto copertura a Santiago di Cuba. Nel 2022 è protagonista, insieme con Ben Affleck, del thriller erotico diretto da Adrian Lyne Acque profonde, e prende parte al film d'azione The Gray Man diretto dai fratelli Russo, dove affianca nuovamente Ryan Gosling e Chris Evans (coi quali aveva già recitato, rispettivamente, in Blade Runner 2049 e Cena con delitto - Knives Out). Nello stesso anno, interpreta Marilyn Monroe nella pellicola biografica Blonde, di Andrew Dominik. Il film viene presentato in concorso alla 79ª Mostra internazionale d'arte cinematografica di Venezia, dove riceve una standing ovation di 14 minuti. Grazie a questo ruolo riceve la sua seconda candidatura ai Golden Globe come migliore attrice in un film drammatico, e la prima al Premio Oscar come miglior attrice, ai British Academy Film Awards come migliore attrice protagonista, e agli Screen Actors Guild Awards come migliore attrice cinematografica.
Nel 2023 recita nuovamente al fianco di Chris Evans, nell'avventurosa commedia romantica Ghosted, diretta da Dexter Fletcher.

## Vita privata
Ha avuto una relazione con l'attore spagnolo Marc Clotet a partire dal 2010; si sono sposati a luglio del 2011 in Costa Brava e hanno poi divorziato nel 2013.

## Filmografia

### Attrice

#### Cinema
- Una rosa de Francia, regia di Manuel Aragón (2006)
- Madrigal, regia di Fernando Pérez (2007)
- Grosse bugie (Mentiras y gordas), regia di Alfonso Albacete e David Menkes (2009)
- Blind Alley (El callejón), regia di Antonio Trashorras (2011)
- Faraday, regia di Norberto Ramos del Val (2013)
- Por un puñado de besos, regia di David Menkes (2014)
- Knock Knock, regia di Eli Roth (2015)
- Anabel, regia di Antonio Trashorras (2015)
- Nell'ombra di un delitto (Exposed), regia di Declan Dale (2016)
- Hands of Stone, regia di Jonathan Jakubowicz (2016)
- Trafficanti (War Dogs), regia di Todd Phillips (2016)
- Overdrive, regia di Antonio Negret (2017)
- Blade Runner 2049, regia di Denis Villeneuve (2017)
- Corazón, regia di John Hillcoat (2018)
- The Informer - Tre secondi per sopravvivere (The Informer), regia di Andrea Di Stefano (2019)
- Wasp Network, regia di Olivier Assayas (2019)
- Cena con delitto - Knives Out (Knives Out), regia di Rian Johnson (2019)
- Sergio, regia di Greg Barker (2020)
- I segreti della notte (The Night Clerk), regia di Michael Cristofer (2020)
- No Time to Die, regia di Cary Fukunaga (2021)
- Acque profonde (Deep Water), regia di Adrian Lyne (2022)
- The Gray Man, regia di Anthony e Joe Russo (2022)
- Blonde, regia di Andrew Dominik (2022)
- Ghosted, regia di Dexter Fletcher (2023)
- Eden, regia di Ron Howard (2024)
- Ballerina, regia di Len Wiseman (2025)

#### Televisione
- El internado – serie TV, 56 episodi (2007-2010)

## Riconoscimenti
- Premio Oscar
  - 2023 – Candidatura alla migliore attrice per Blonde
- Golden Globe[50]
  - 2020 – Candidatura per la migliore attrice in un film commedia o musicale per Cena con delitto - Knives Out[36]
  - 2023 – Candidatura alla migliore attrice in un film drammatico per Blonde
- Screen Actors Guild Award
  - 2023 – Candidatura per la migliore attrice cinematografica per Blonde[53]
- British Academy Film Awards
  - 2023 – Candidatura alla migliore attrice protagonista per Blonde[52]
- Critics Choice Award
  - 2020 – Candidatura per il miglior cast corale per Cena con delitto – Knives Out
- National Board of Review
  - 2019 – Miglior cast per Cena con delitto – Knives Out[37]
- Satellite Award
  - 2020 – Miglior cast cinematografico per Cena con delitto – Knives Out[57]
  - 2020 – Candidatura per la miglior attrice in un film commedia o musicale per Cena con delitto – Knives Out[57]
- Saturn Award
  - 2018 – Candidatura per la miglior attrice non protagonista per Blade Runner 2049[58]
  - 2021 – Miglior attrice non protagonista per Cena con delitto – Knives Out[59]

## Doppiatrici italiane
Nelle versioni in italiano delle opere in cui ha recitato, Ana de Armas è stata doppiata da:
- Joy Saltarelli in Knock Knock, Trafficanti, Blade Runner 2049, The Informer - Tre secondi per sopravvivere, Wasp Network, Cena con delitto - Knives Out, No Time to Die, The Gray Man
- Valentina Favazza in Nell'ombra di un delitto, Overdrive, I segreti della notte, Acque profonde, Blonde, Ghosted, Eden, Ballerina
- Francesca Manicone in El internado
- Ilaria Latini in Sergio